# Tokke (See)

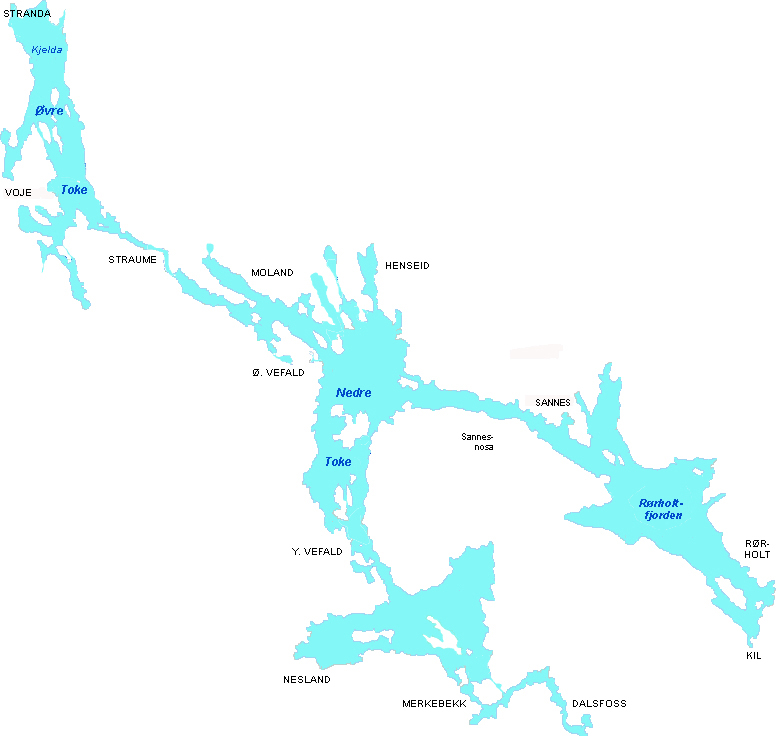
Karte des Tokke

Tokke oder Toke ist ein See in der Kommune Drangedal im norwegischen Fylke Telemark, bestehend aus einem oberen und unteren Teil, der durch den „Straumen“ miteinander verbunden sind. Am Nordende des oberen Tokke liegt das Kommunen-Zentrum Prestestranda. Im Süden erstreckt sich der untere Tokke in die Kommunen Bamble (Rørholtfjorden) und Kragerø, wo sich der Abfluss in den Lundereidelva am Wasserkraftwerk Dalsfoss kraftverk befindet. Der See mit seinen Zuflüssen repräsentiert den Großteil des Flusssystems Kragerøvassdraget.